# Saif al-Islam bin Sa'ud Al Sa'ud
Sayf al-Islām bin Saʿūd Āl Saʿūd (in arabo سيف الإسلام بن سعود بن عبد العزيز آل سعود‎?; Riyad, 1956) è un principe saudita, membro della famiglia reale Āl Saʿūd.

## Biografia
Il principe Saif al-Islam è nato a Riad nel 1956 ed è figlio di re Sa'ud. Ha frequentato inizialmente la scuola dei principi nella capitale. In seguito ha conseguito una laurea in lettere presso l'Università Re Sa'ud e un dottorato presso il dipartimento delle arti dell'Università del Cairo, con una tesi intitolata "L'impatto sociale della pubblicità televisiva sulla famiglia residente a Riyad, in Arabia Saudita". Nel 1981 è entrato nell'amministrazione pubblica con un incarico presso il ministero dell'interno. Nel 1998 è diventato professore associato presso l'Università Re Sa'ud. È autore di libri e articoli di giornale.

## Vita personale
Il principe è sposato e ha sette figli, due maschi e cinque femmine.
| Controllo di autorità | VIAF (EN) 48332844 · J9U (EN, HE) 987007297746905171 |